# Кобилянка (потік)
Кобилянка (пол. Kobylanka (dopływ Ropy)) — гірський потік в Польщі, у Горлицькому повіті Малопольського воєводства. Права притока Ропи, (басейн Балтійського моря).

## Опис
Довжина потоку 7 км. Формується безіменними потоками. Потік тече у Низких Бескидах.

## Розташування
Бере початок на південно-східній околиці села Домініковіце (гміна Горлиці). Тече переважно на північний захід і у селі Кобилянка впадає у річку Ропу, ліву притоку Вислоки.

## Цікаві факти
- Між селами Кобилянка та Домініковіце потік перетинає воєводська дорога № 993[3].
- Неподалік від лівого берегу потоку пролягає туристичний шлях, який на мапі туристичній значиться зеленим кольором (Магурський ландшафтний заказник — Вапенне — Військовий цвинтар — Лисула (552 м) — Горлиці[4].